# 伊平屋伊是名諸島
伊平屋伊是名諸島（いへやいぜなしょとう）は、日本の南西諸島のうち、沖縄諸島の一部をなす島嶼群。沖縄本島の北方に位置する。
伊平屋島と伊是名島をはじめ、主に7つの島で構成されていたことから「伊平屋の七離れ」といわれた。沖縄県島尻郡伊平屋村と伊是名村に属するが、地理的には国頭郡に近い。第一尚氏・第二尚氏ゆかりの地とされる。サトウキビや稲作を主体とする農業、モズクの養殖が行われている。

## 地理

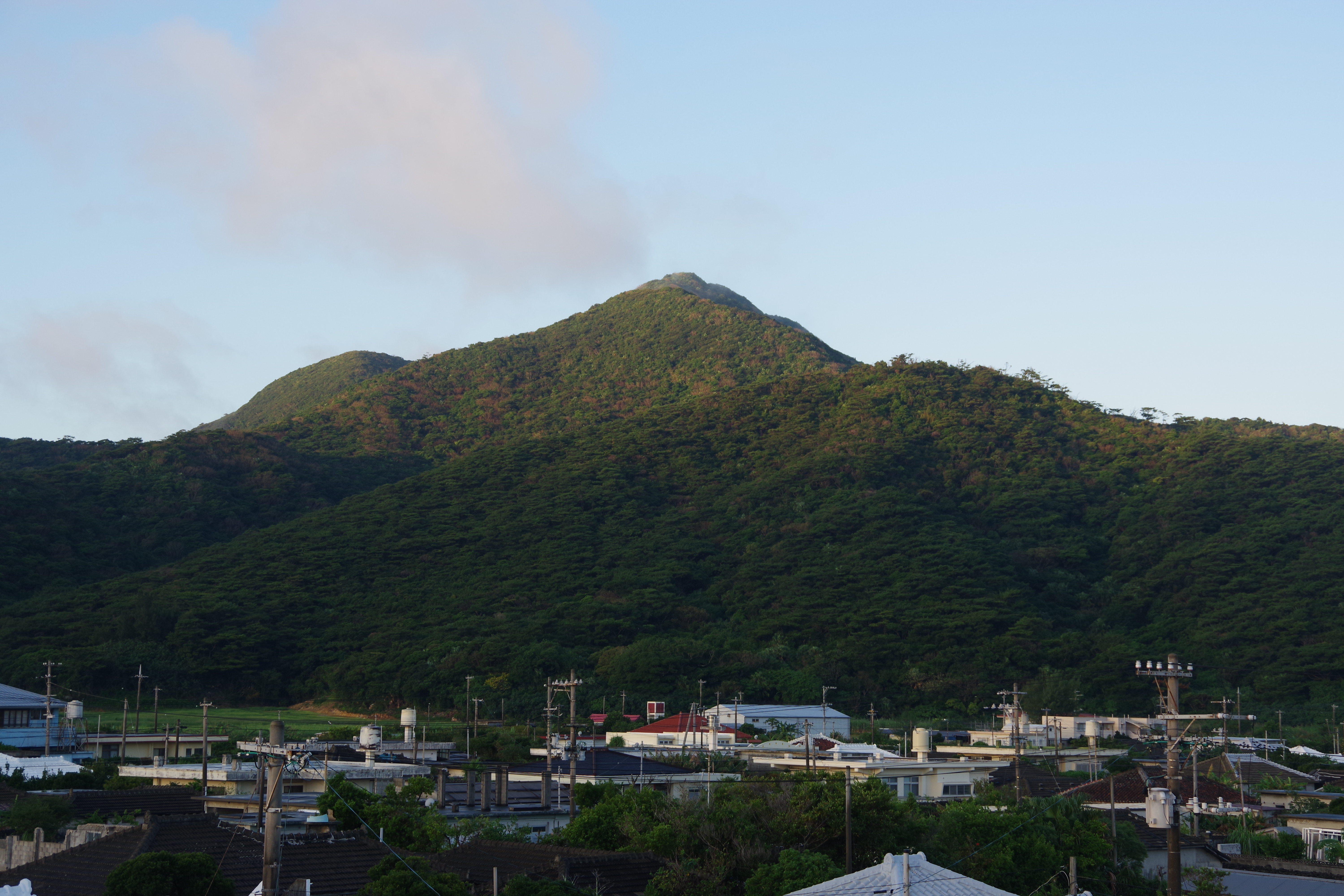
伊平屋島の最高峰である賀陽山（標高294メートル）

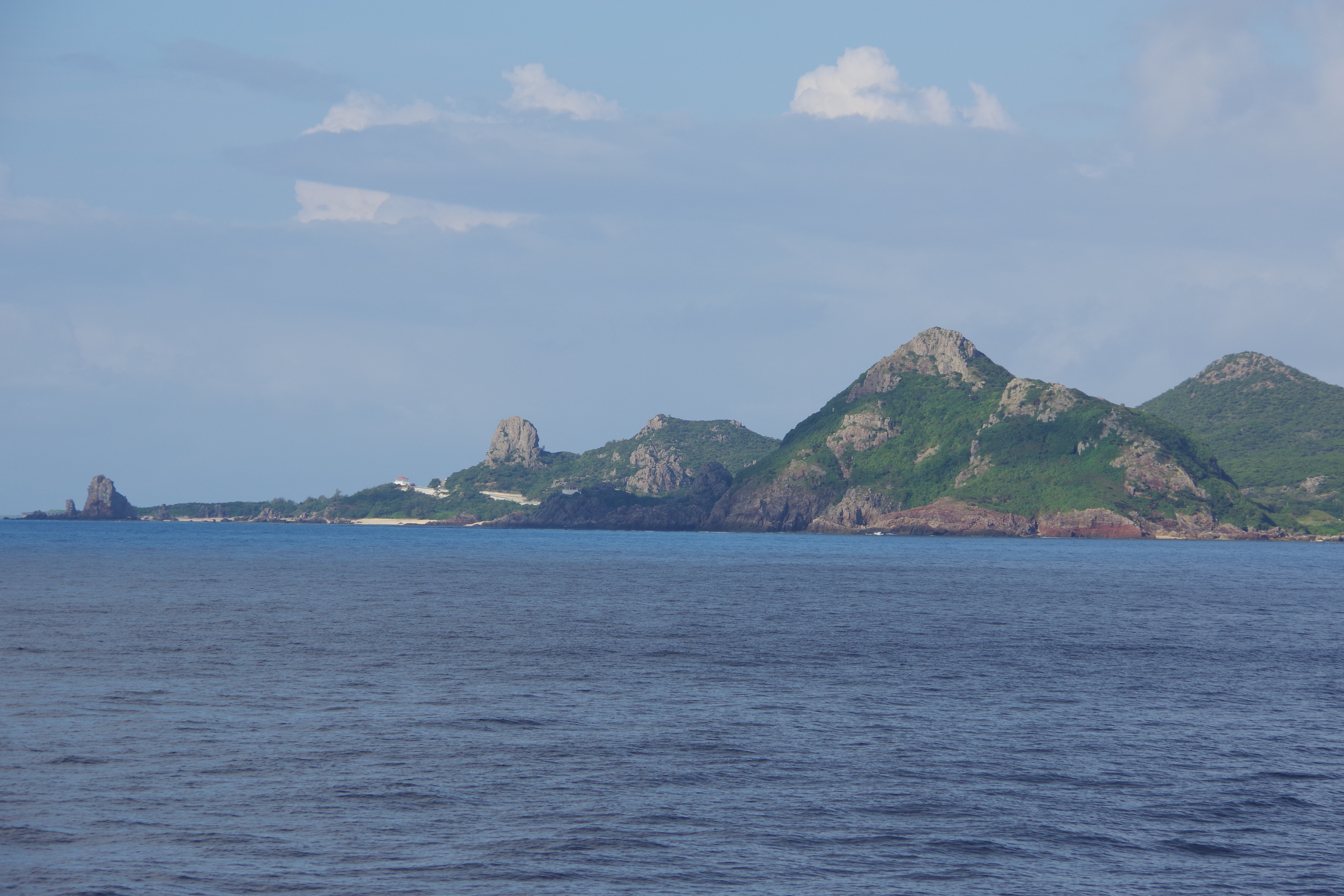
海上から望む伊是名島

### 位置
南西諸島の中央部に位置する沖縄諸島に含まれる。沖縄県島尻郡伊平屋村と伊是名村の2村に属するが、地理的には国頭郡に近い。沖縄本島北部（山原）の北西約30 - 40キロメートル、県庁所在地の那覇市から北に約100キロメートル離れている。東シナ海上にあり、本諸島と沖縄本島の海域は「伊平屋渡（イヒヤードゥ）」、伊平屋島と伊是名島との海域は「具志川渡（グシチャドゥ）」と呼ばれる。

### 自然環境
伊平屋・伊是名両島は主にチャートと砂岩からなり、海岸沿いに砂丘が発達している。最大幅が約3キロメートルの細長い伊平屋島は、最高峰の賀陽山（294メートル）をはじめ、200メートルほどの山々が連なり、急な斜面が海岸に迫る島である。伊是名島は円形に近い島で、大野山（120メートル）を最高地点とする山などを中心に平坦な地形が広がり、地質が同じな伊平屋島と比較して標高が低い。野甫島は琉球石灰岩からなる低平な島で、具志川島や屋那覇島にも琉球石灰岩が分布しているが、伊平屋島には見られない。
本諸島全体で765種の維管束植物が確認され、そのうち111種が帰化植物として記録されている。伊平屋・伊是名両島の森林面積の半分以上をコゴメスゲやリュウキュウマツの群落で占める。また、両島は日本におけるウバメガシ群落の南限地域である。本諸島における周囲の海域は、サンゴ礁に取り巻かれている。

### 構成
伊平屋島と伊是名島、5つの周辺離島を合わせて7つの島で主に構成されていたことから、本諸島は「伊平屋の七離れ（いへやのななはなれ）」とも呼ばれる。そのうち、屋ノ下島は埋め立てにより伊是名島と地続きとなった。2021年（令和3年）現在、伊平屋・伊是名両村に属する面積0.01平方キロメートル以上の島は「10島」とされ、有人島は伊平屋島、野甫島、伊是名島の3島のみである。
| 島嶼名 | 所属自治体 | 面積(km2) | 人口(人) | 画像 | 地図・備考                                                                                         |
| --- | ---------- | --------- | -------- | ---- | -------------------------------------------------------------------------------------------------- |
| 伊平屋島 | 伊平屋村   | 20.66     | 1,144    |      | 伊平屋島 野甫島 伊是名島 具志川島 屋那覇島 降神島 沖縄本島 東シナ海 伊平屋島と伊是名島周辺の地図。 |
| 野甫島 | 伊平屋村   | 01.08     | 0094     |      | 伊平屋島 野甫島 伊是名島 具志川島 屋那覇島 降神島 沖縄本島 東シナ海 伊平屋島と伊是名島周辺の地図。 |
| 伊是名島 | 伊是名村   | 14.13     | 1,517    |      | 伊平屋島 野甫島 伊是名島 具志川島 屋那覇島 降神島 沖縄本島 東シナ海 伊平屋島と伊是名島周辺の地図。 |
| 屋那覇島 | 伊是名村   | 00.74     | 0000     |      | 伊平屋島 野甫島 伊是名島 具志川島 屋那覇島 降神島 沖縄本島 東シナ海 伊平屋島と伊是名島周辺の地図。 |
| 具志川島 | 伊是名村   | 00.47     | 0000     |      | 伊平屋島 野甫島 伊是名島 具志川島 屋那覇島 降神島 沖縄本島 東シナ海 伊平屋島と伊是名島周辺の地図。 |
| 降神島 | 伊是名村   | 00.01     | 0000     |      | 伊平屋島 野甫島 伊是名島 具志川島 屋那覇島 降神島 沖縄本島 東シナ海 伊平屋島と伊是名島周辺の地図。 |
| 屋ノ下島 | 伊是名村   | 00.23     | 0000     |      | 本土復帰後に伊是名島と陸続きとなる。                                                               |
| 出典 - 島嶼名と所属自治体は、沖縄大百科事典刊行事務局編（1983年）。 - 面積1.00平方キロメートル以上は国土地理院（2021年10月1日現在）、それ未満は沖縄県企画部地域・離島課編（2021年）。伊是名島の面積は陸続きとなった屋ノ下島を含み、屋ノ下島の面積は平凡社地方資料センター編（2002年）を引用。 - 人口は平成27年国勢調査（2015年10月1日現在）に基づく。 - 降神島と屋ノ下島の画像は1977年撮影、国土交通省 国土地理院 地図・空中写真閲覧サービスの空中写真を基に作成。それ以外は2008年10月25日撮影で、出典は『国土交通省「国土画像情報（カラー空中写真）」（配布元：国土地理院地図・空中写真閲覧サービス）』 |            |           |          |      | |

## 歴史

### 名称
本諸島は、「伊平屋諸島」や「伊平屋列島」ともいわれる。7島で主に構成されることから、「伊平屋の七離れ（いへやのななはなれ）」と通称され、そのように呼ばれ始めた時期は不明である。また、『おもろさうし』に見られる「ゑひやの二はなれ」は、伊平屋島と伊是名島の2島を指し、古来より伊平屋・伊是名両島は「伊平屋」と呼ばれた。『中山伝信録』に「葉壁山（ようへきざん）」、陳侃の『使琉球録』に「熟壁山」とある。
『バジル・ホール探検記』には、「モントゴメリー群島 (Montgomery's Groupe)」とあり、同書には運天港へ来航する最中に、当群島の位置を決定したと述べられている。『ペリー訪問記』には、「モントゴメリー諸島 (Montgomery Islands)」と記されている。

### 三山・琉球王国時代

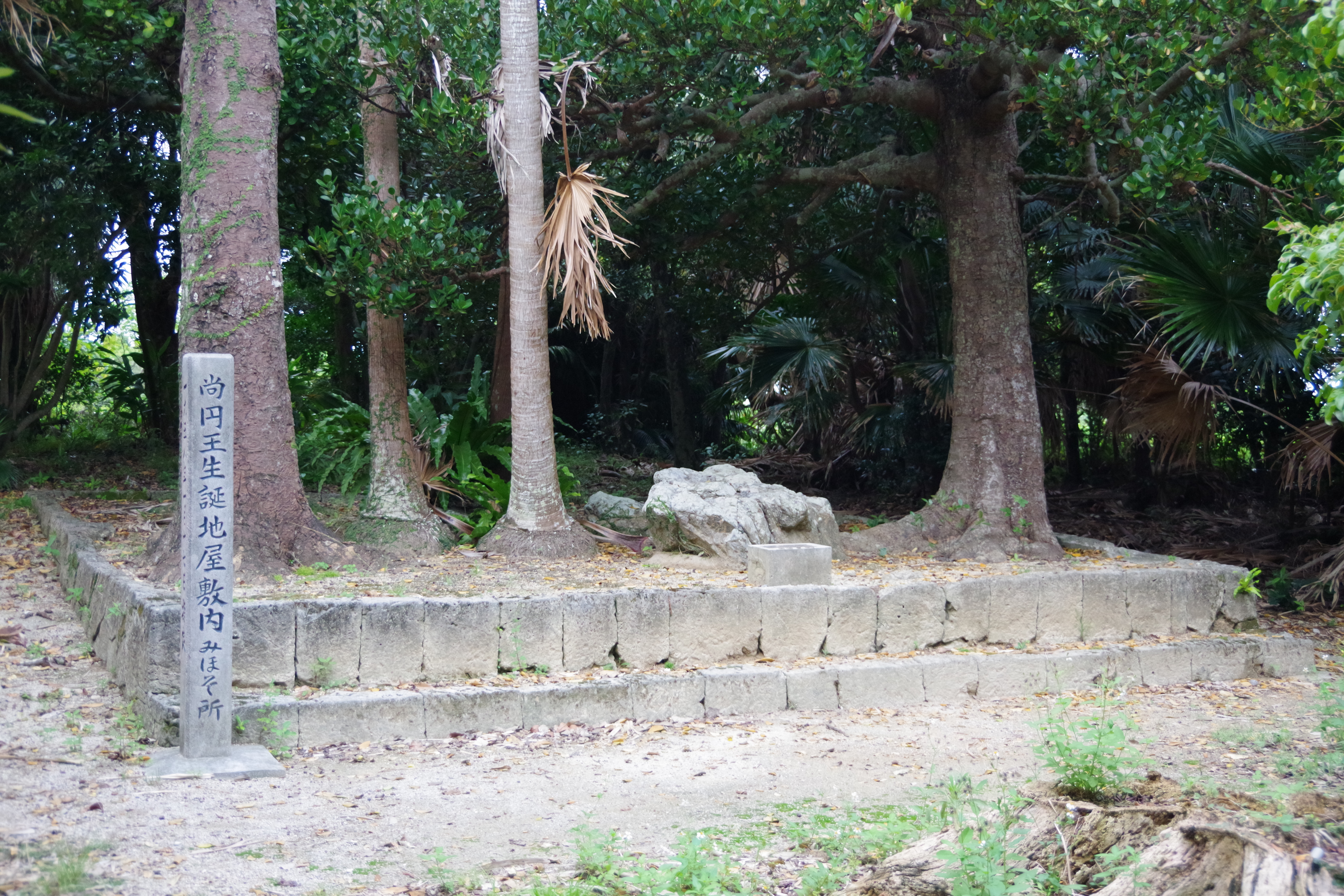
伊是名島にある「みほそ所」。第二尚氏初代・尚円王の生誕地といわれる。

『中山世譜』には「伊比屋島」とあり、1264年（景定5年）に中山へ貢納、その後の三山分立時代には北山の領域へ組み込まれたという。伊平屋島は第一尚氏発祥の地とされ、初代の尚思紹の祖父とされる屋蔵大主を葬ったと伝えられる墓が当島に所在する。第二尚氏初代・尚円となる金丸は、伊是名島に生誕したといわれ、彼に関係する旧跡が残されている。
1609年（万暦37年）の薩摩侵入以前の古琉球時代は「ゑひや」といわれた。1587年（万歴15年）の『首里大屋子宛辞令書』には「ゑひやのなかだ」と記され、「なかだ（仲田）」は伊是名島にある村（後の大字）の名前であるから、この「ゑひや」は島としての伊平屋島でなく、伊平屋・伊是名両島を総括する行政区画であると解される。その後の行政区画として、間切に準じた「伊平屋島」が設置され、役場に相当する「伊平屋島番所」は伊是名島に置かれた。
伊是名島には尚円の姉を初代とする神職「伊平屋の阿母加那志（アンジャナシー、アムカナシ）」が置かれ、「伊平屋島」を統括する最高神女とされた。しかし、『球陽』（1667年条）によると、「伊平屋の阿母加那志」の年俸の減額、「伊平屋島」住民への使役権が制限された。また、首里へ赴いて国王に謁見する行事は2年に一回行われていたが、国王の慶事と阿母加那志が新しく就任した場合のみに変更され、さらに1726年（雍正4年）に首里へ上る行為自体も廃止された。こうした施策は、羽地朝秀の政教分離政策の一環として進められ、「伊平屋の阿母加那志」などの女性神職の地位は低下していった。
『球陽』によると、1815年（嘉慶20年）、伊平屋・伊是名両島に雪や雹が降り、約二寸（6センチメートル）積もったと記され、栽培していたサツマイモが腐ってしまったという。

### 廃藩置県後
琉球王国時代の「伊平屋島」は、沖縄本島北部の間切と伊江島からなる国頭方（くにがみほう）に属していたが、1879年（明治12年）の廃藩置県により国頭方は廃止された。1880年（明治13年）、番所の廃止に伴い国頭方の間切と伊江島は国頭地方として国頭役所の管轄となったが、「伊平屋島」には「伊平屋島役所」が設置され、国頭役所の所管から離れた。しかし、その翌年に「伊平屋島役所」は廃され、那覇役所へ移管された。1896年（明治29年）の沖縄県郡区制の施行により、那覇役所の管轄下に置かれた沖縄本島南部の間切と共に島尻郡の所属となり、国頭地方は国頭郡となった。
1908年（明治41年）の沖縄県及島嶼町村制により「伊平屋島」は、「伊平屋村」へ移行した。伊是名村側は「前地（メージ）」、伊平屋村側は「後地（クシジ）」と呼ばれ、1923年（大正12年）の地形図には「伊平屋前地」、「伊平屋後地」と表記されていた。
役場は「伊平屋島」と同じく伊是名島に置かれ、伊平屋の住民は不便に感じていた。かつて伊平屋島から伊是名島へ海を渡る途中に役人が遭難し、行方不明となった経緯があり、伊平屋島の住民は分村を幾度も請願したが、却下された。1937年（昭和12年）、伊平屋島の住民は分村期成会を結成、翌年に村議会から沖縄県を経て内務省に分村許可の申請書を提出した。1939年（昭和14年）5月に分村は決定した。

### 二村体制へ
1939年（昭和14年）7月1日、「伊平屋村」は、野甫島以北を伊平屋村、具志川島より南を伊是名村として分離、同年9月に伊平屋・伊是名両村の分村祝賀会が開催された。
1940年（昭和15年）1月、伊平屋・伊是名両村は「伊福丸」を共同船として経営することになった。同年2月、伊平屋村は「伊福丸」を伊是名村へ譲渡し、新たに購入した「伊平屋丸」を運営していたが、1944年（昭和19年）10月10日の空襲により沈没、「伊福丸」も翌年2月12日にアメリカ軍の空襲により沈没した。1945年（昭和20年）の沖縄戦では、アメリカ軍は伊平屋島へ攻撃し、6月3日に上陸したが、伊是名島への上陸は行われなかった。
かつて本部半島西部に位置する渡久地港が、伊平屋・伊是名各島を結ぶ海路の発着港であった。日本復帰後の1975年（昭和50年）に開催された沖縄国際海洋博覧会により、新設された渡久地新港（後の本部港）へ変更した。1987年（昭和62年）に伊是名島、1990年（平成2年）に伊平屋島間の発着地が本部半島北部の運天港へ移された。
産業はサトウキビや稲作などの農業、肉用牛の畜産で、水産業では主にモズクの養殖が行われている。伊平屋・伊是名両島で話される方言は、沖縄北部方言に属する。

## 交通

### 海上交通
2020年（令和2年）10月1日現在、沖縄本島北部に位置する本部半島の運天港より、伊平屋・伊是名各村の定期船が1日2便運航している。また、両村を結ぶチャーター便があり、伊平屋島の前泊港と伊是名島の仲田港、野甫島の野甫港と伊是名島の内花港の2航路がある。たとえ伊平屋島周辺の海域が荒波で、伊平屋島と運天港を往来する定期便が欠航になったとしても、伊是名島と運天港の間は出航することがあり、この場合は野甫港と伊是名島間の船を乗り継ぐことになる。
具志川島は伊是名島の内花港から、屋那覇島は伊是名ビーチからの渡航が可能である。

### 陸上交通

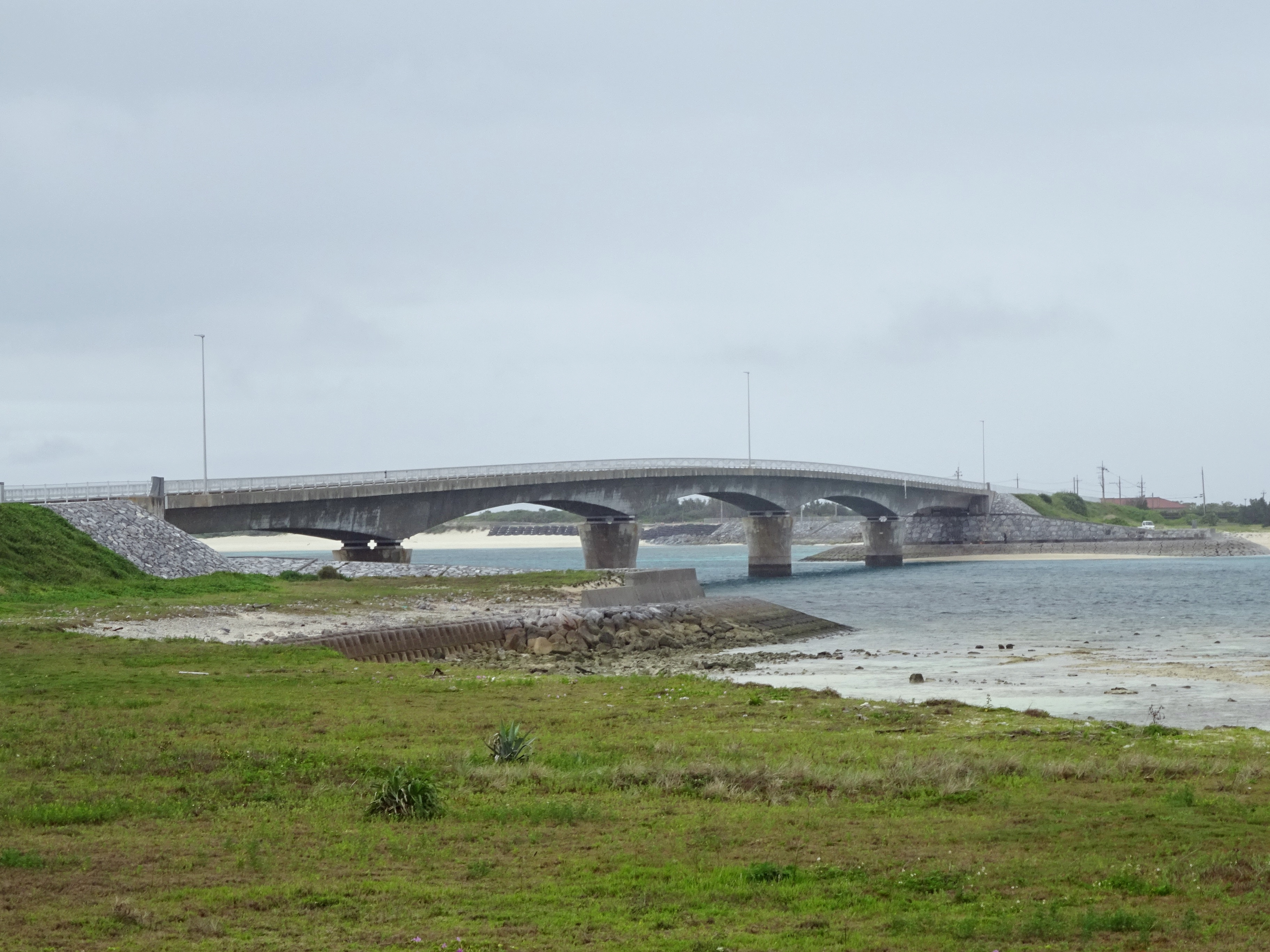
野甫大橋

2018年（平成30年）4月1日現在、沖縄県道は伊平屋村に田名野甫線、伊是名村に仲田伊是名線と諸見勢理客線として指定されている。伊平屋・伊是名両島を周回する道路は、各島で開催されるマラソンのコースとして利用されている。
野甫島と伊平屋島を結ぶ「野甫大橋」が完成し、1979年（昭和54年）6月に開通式が挙行された。しかし、風浪による塩害や海砂の堆積が生じ、通行に支障をきたしていた。新橋への建て替え整備が行われ、2004年（平成16年）3月に完成した。

### 空港建設・架橋構想
伊平屋・伊是名各村を繋ぐ架橋と空港の建設は、両村における地域活性化の重要課題として実現を目指している。
1967年（昭和42年）に伊是名村が空港建設の要望活動を開始、1975年（昭和50年）に伊平屋村が沖縄県に要請を行った。1986年（昭和61年）11月28日、閣議で決定された第5次空港整備五か年計画に野甫島への「伊平屋空港」新設が取り入れられ、1992年（平成4年）から伊是名村は「二村一空港」として当空港の建設を推進してきた。しかし、1997年（平成9年）8月、伊是名村は「二村一空港」を撤回、村内に伊是名場外離着陸場が1998年（平成10年）に開港したが、那覇空港との定期路線は2008年（平成20年）に運休となった。
1986年（昭和61年）以来、伊平屋・伊是名両村は各村を結ぶ架橋建設を沖縄県や沖縄開発庁へ要請、1990年（平成2年）8月11日に「伊平屋・伊是名架橋建設促進期成会」を結成した。具志川島を経て伊平屋・伊是名両島を、総延長約4.5キロメートルの橋で繋ぐ計画である。2011年（平成23年）度より架橋可能性を調査した沖縄県は、建設予算の確保のほか、技術・環境面での問題克服に取り組むとしている。